# Lyman (Maine)
Lyman – miasto w Stanach Zjednoczonych, w stanie Maine, w hrabstwie York.